# Marie Kostílková
 Marie Kostílková (9. června 1934 Praha – 31. srpna 2004 Praha) byla česká historička a archivářka.

## Život
V letech 1952–1957 absolvovala studium historie a archivnictví na filozofické fakultě Univerzity Karlovy v Praze, kde byla žákyní a posléze pomocnou vědeckou silou profesora Václava Vojtíška. Praxi zahájila ve Státním okresním archivu v Benešově, kde byla tři roky. Roku 1960 nastoupila do Kanceláře prezidenta republiky, v níž byl do Archivu Pražského hradu od roku 1957 vřazen archiv a knihovna okleštěné Metropolitní kapituly pražské. Po celou další profesní dráhu zůstala archivu věrná a fakticky jej pořádala i vedla, jako bezpartijní se teprve v letech 1992–2000 mohla stát jeho vedoucí.